# NGC 1558
NGC 1558 ist eine Balken-Spiralgalaxie vom Hubble-Typ SBbc im Sternbild Grabstichel am Südsternhimmel. Sie ist rund 195 Millionen Lichtjahre vom Milchstraße entfernt und hat einen Durchmesser von etwa 185.000 Lichtjahren.
Entdeckt wurde das Objekt am 14. Dezember 1835 von John Herschel.